# Malé Lednice
Malé Lednice (Hongaars: Kislednic) is een Slowaakse gemeente in de regio Trenčín, en maakt deel uit van het district Považská Bystrica.
Malé Lednice telt 502 inwoners.